# خوآن کارلوس آبلاندو
خوآن کارلوس آبلاندو (انگلیسی: Juan Carlos Ablanedo؛ زادهٔ ۲ سپتامبر ۱۹۶۳) فوتبالیست سابق اهل اسپانیا است که در پست دروازه‌بان بازی می‌کرد.
از باشگاه‌هایی که در آن بازی کرده‌است می‌توان به اسپورتینگ گیخون، تیم ملی فوتبال زیر ۲۳ سال اسپانیا، و تیم ملی فوتبال اسپانیا اشاره کرد.
وی همچنین در تیم‌های ملی فوتبال Spain U18 Spain U21 Spain U23 Spain بازی کرده‌است.